# Андреј Звјагинцев
Андреј Звјагинцев (рус. Андрей Петрович Звягинцев; Новосибирск, 6. фебруар 1964) руски је филмски редитељ и сценариста.

## Биографија
Режијом је почео да се бави пре двадесетак година. Већ својим првим дугометражним играним филмом „Повратак“ (2003) скренуо је на себе пажњу филмских познавалаца и критичара, освојивши неколико престижних националних награда, као и две награде „Златни лав“ на Међународном филмском фестивалу у Венецији.
Његов други филм „Изгнанство“, снимљен 2007. године, добио је неколико признања. Његов трећи филм је „Елена“.
Током 2021. најављено је да ће Звјагинцев снимати наредни филм у САД на енглеском језику.
У септембру 2021. успешно је изашао из индуковане коме коју је проузроковао вирус КОВИД 19.
Он важи за једног од најпоштованијих савремених руских редитеља у међународним круговима.

## Филмографија
| Филмографија | Филмографија | Филмографија | Филмографија | Филмографија                                               |
| Година       | Наслов       | Позиција     | Позиција     | Напомене                                                   |
| Година       | Наслов       | Редитељ      | Сценариста   | Напомене                                                   |
| ------------ | ------------ | ------------ | ------------ | ---------------------------------------------------------- |
| 2003         | Повратак     | Да           | Не           | Златни лав на МФФ у Венецији и још 32 награде              |
| 2007         | Изгнанство   | Да           | Не           | Две награде на Festival del Cinema Europeo и још 5 награда |
| 2011         | Елена        | Да           | Да           | Награда Ника за најбољег редитеља и још 23 награде         |
| 2014         | Левијатан    | Да           | Да           | Златни глобус за најбољи страни филм и још 35 награда      |
| 2017         | Без љубави   | Да           | Да           | Награда жирија Канског фестивала и још 20 награда          |